# Marceliano Isábal
Marceliano Isábal y Bada (Zaragoza, 1845-Zaragoza, 1931) fue un político y jurista español, de ideología republicana.

## Biografía

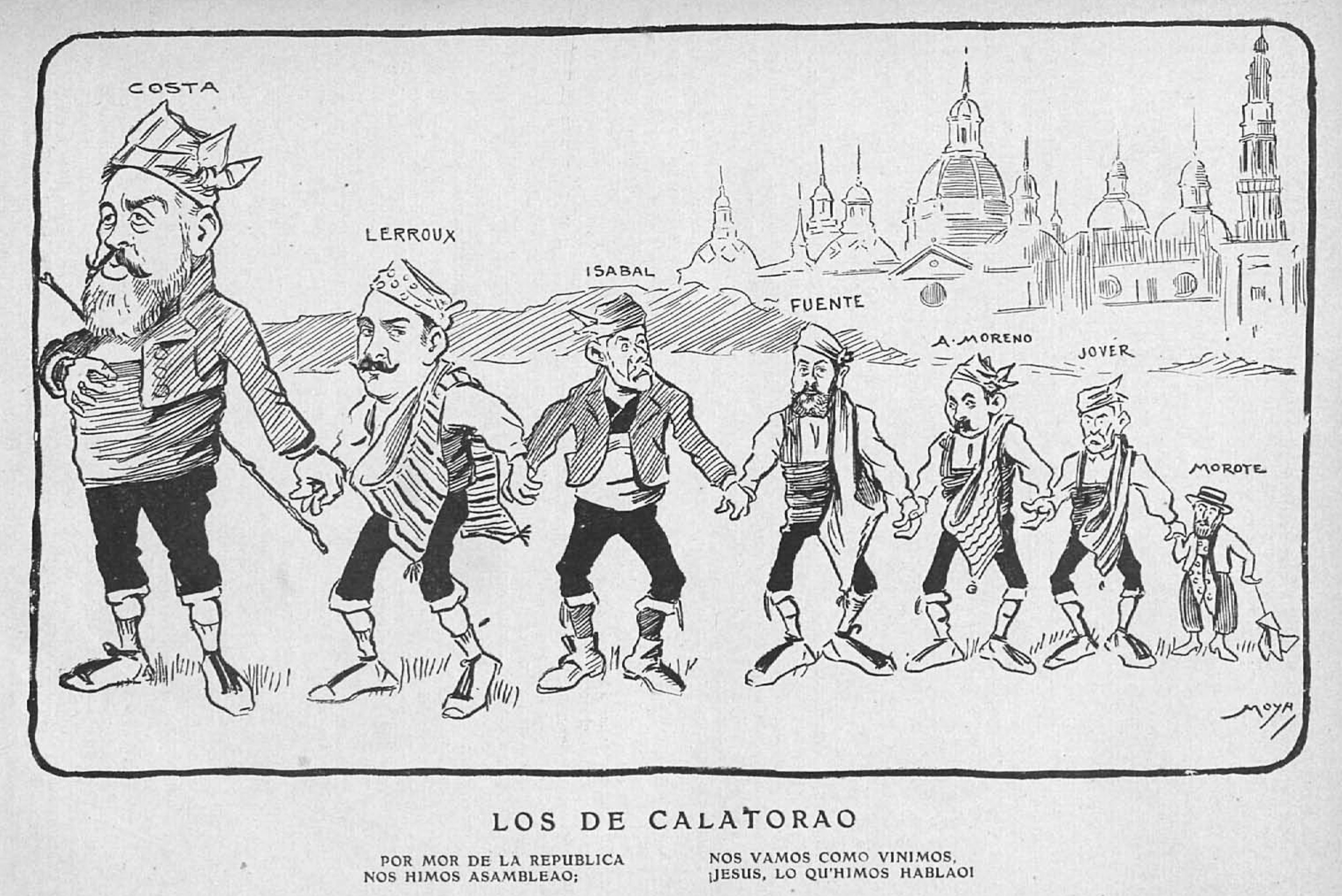
Caricatura en la que aparecen de izquierda a derecha Costa, Lerroux, Isábal, Fuente, A. Moreno, Jover y Morote (Gedeón, 1906)

Nació en la ciudad aragonesa de Zaragoza el 18 de junio de 1845. De pensamiento republicano, a lo largo de su carrera política desempeñó cargos como los de diputado provincial, diputado a Cortes y gobernador civil de Teruel. Falleció el 3 de marzo de 1931, en su ciudad natal.